# Gyranusoidea separata
Gyranusoidea separata är en stekelart som beskrevs av Prinsloo 1983. Gyranusoidea separata ingår i släktet Gyranusoidea och familjen sköldlussteklar. Inga underarter finns listade i Catalogue of Life.